# Nzinga Nkuwu
Nzinga Nkuwu (ur. 2. poł. XV w., zm. 1506) – władca afrykańskiego Królestwa Kongo w latach 1482–1506. Nawiązał przyjazne relacje z Portugalczykami, którzy w 1482 roku dotarli do ujścia rzeki Kongo. W 1487 lub 1488 roku poprosił króla Portugalii Jana II Doskonałego o przysłanie do Konga budowniczych, cieśli i misjonarzy chrześcijańskich. Nieznany jest powód przychylnego nastawienia Nzingi Knuwu do chrześcijan. Prawdopodobnie władca Konga chciał posłużyć się Portugalczykami w walce z sąsiednimi plemionami, a być może również z opozycją wewnątrz. Według innej hipotezy chrześcijaństwo stanowiło alternatywę wobec wierzeń pierwotnych, które nie wystarczyły do wzmocnienia powstającego państwa. 3 maja 1491 przyjął chrzest wraz z rodziną i dworem. Wraz z nim chrzest przyjęła część rodziny i niektórzy dostojnicy. Po 1494 roku wrócił do poprzedniej wiary. Jego synem był Alfons I.